# Dějiny Prahy od roku 2000

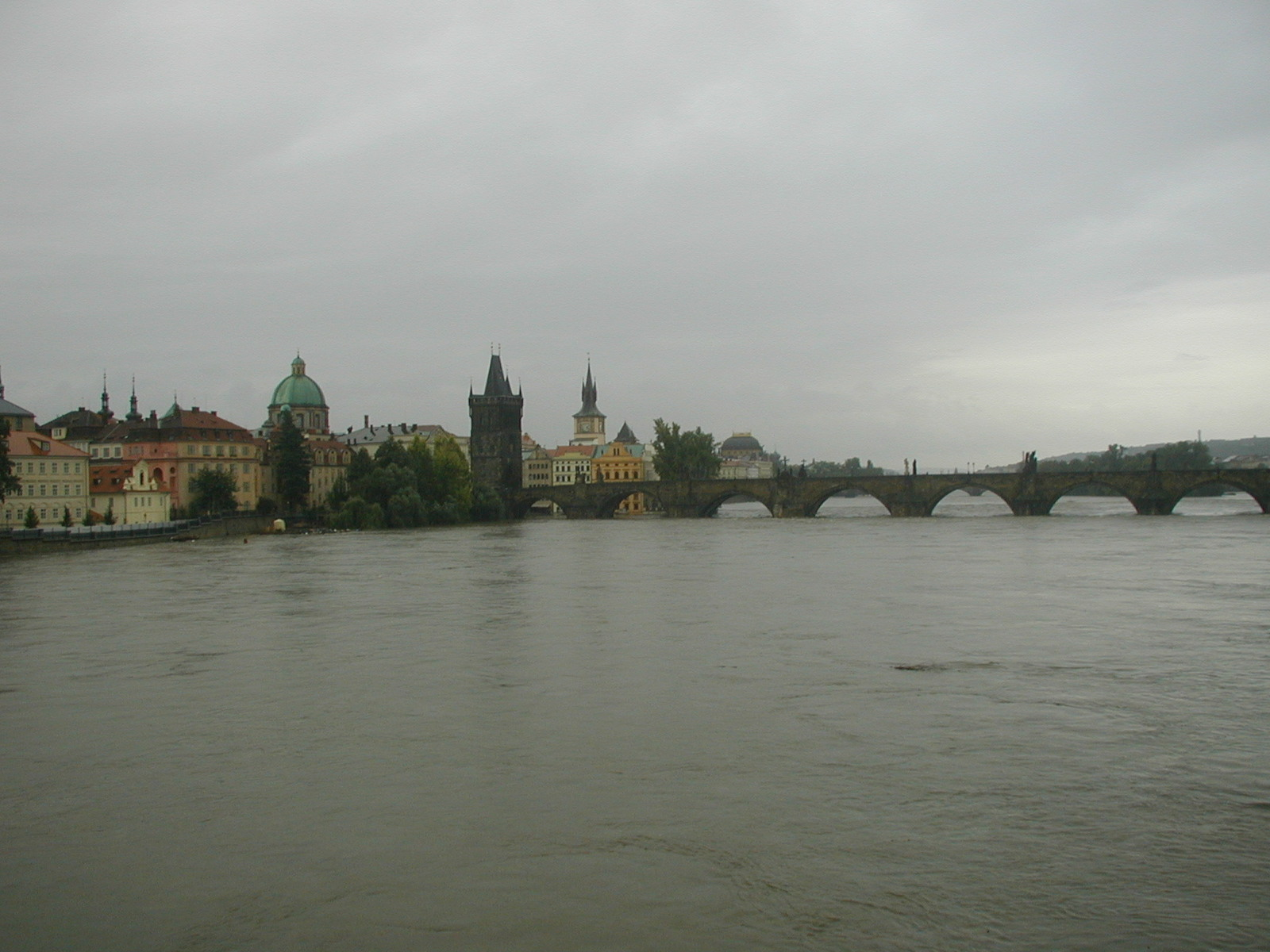
Karlův most při povodni roku 2002. Když byla voda nejvýše, byl zde umístěn speciální bagr, který rozrážel plovoucí materiál tak, aby nedošlo k zahrazení oblouků a ke kritickému tlaku na ně, který by mohl vést k částečnému zhroucení mostu. Tak tomu bylo právě u některých minulých povodní (například v roce 1890).

Na počátku 21. století je Praha jednou z významnějších evropských metropolí, roku 2006 se stala 12. nejbohatším regionem Evropské unie. Velkoměsto si užilo ale také i prožilo okamžiků, mezi které lze zařadit například i povodně v roce 2002.

## Dějiny

### 2000–2010
Pro rok 2000 byla Praha zvolena spolu s dalšími několika městy Evropským městem kultury, ze všech těchto měst však byla tím největším. Po celý rok se v metropoli tak konaly mnohé významné kulturní akce, jako například výstavy či divadelní představení.
V září téhož roku se konalo v Kongresovém centru zasedání Mezinárodního měnového fondu, pouliční střety antiglobalizačních demonstrantů (převážně cizinců) s policií trvaly sice celý týden, pouze v jediném dni však byla situace kritická.
Roku 2000 byla také dokončena přestavba Smíchova, tedy převážně oblasti Anděla. Staré haly závodu ČKD Tatra nahradily obchodní centra a kancelářské budovy či multikina, starý betonový vestibul stanice metra Anděl byl zbořen a nahrazen moderní kancelářskou budovou nizozemské pojišťovny ING. Automobilová doprava byla z oblasti vytlačena a nahrazena pěší zónou, tramvajová doprava naopak zůstala beze změny. Kolem celého okolí Anděla byl také zřízen ulicemi okruh, po kterém mohli motoristé celou oblast objet. 
Kromě toho ale proměnami prošly některé jiné části metropole, například Těšnov, Holešovice, Vysočany, či Pankrác. Renovace opuštěných míst byla většinou provázena výstavbou multifunkčních objektů, tedy kancelářskými budovami, nákupními centry a luxusními byty v atraktivních lokalitách. Výsledkem tak bylo, že během první dekády 21. století se Pražané naučili nakupovat v zcela nových místech - v rozsáhlých hypermarketech, umístěných na periferii města, dostupných jak veřejnou dopravou, tak i automobilovou. Zcela se také změnila situace v centrální části města, kde původní obchody z časů socialismu doplnily stavby nové a mnohé dosud nevýznamné ulice se staly zvučnou adresou, přitahující obchody s luxusním zbožím.
V říjnu roku 2001 se opakovala do jisté míry situace z roku předešlého. Opět se na Vyšehradě konal summit, tentokrát hlav států Severoatlantické aliance. Od září proto město zažilo zesílená bezpečnostní opatření včetně vojenské ostrahy ambasád a Rádia Svobodná Evropa. Právě to bylo z bezpečnostních důvodů a obav před teroristickým útokem obehnáno betonovými bloky a doprava v jeho okolí se omezila (znemožněn byl provoz v několika jízdních pruzích na přilehlých silničních komunikacích, včetně Severojižní magistrály). Obavy z možného teroristického útoku vyvolaly diskuze ohledně dostupnosti krytů civilní obrany pro Pražany, které poskytuje hlavně podzemní dráha a některé tunely. Podzemními prostorami pro případ katastrofy jsou také vybavené některé nemocnice.
V srpnu 2002 zasáhla Prahu pětisetletá povodeň, během které byly postiženy pobřežní čtvrti Zbraslav, Smíchov, Malá Strana, severní část Starého Města, Karlín, Holešovice, Bubeneč, Libeň a Troja; evakuován byl Karlín, dále došlo ke zřícení několika budov a zaplavení úseků metra IV.C1 (jižní část), III.C, I.C (Florenc), I.B (až ke Smíchovskému nádraží), I.A (mezi Hradčanskou a Muzeem). Nejvíce byl postižen Karlín (opravy probíhaly dlouhé měsíce), následovaly Holešovice. Díky některým protipovodňovým opatřením nedošlo k zaplavení staroměstských ulic. Po dobu oprav metra byla přeprava cestujících zajišťována náhradními tramvajovými a autobusovými linkami a zvláštními vlaky; individuální automobilová doprava byla po tuto dobu omezována. Opravy podzemní dráhy trvaly až do března 2003, kdy se zprovoznily poslední ze stanic na úsecích II. B. Praha se po těchto zkušenostech rozhodla investovat více peněz do protipovodňové ochrany; během pěti let vznikly další kilometry mobilních stěn (Florenc, Kampa, Holešovice), speciální vrata na uzavření Čertovky a protipovodňový val v Karlíně.
V letech 2003 a i 2004 pokračovaly v Praze opravy povodňových škod a zlepšování obrany proti velké vodě. Kromě toho se ale také proměnily některé starší části města, zvláště pak nepoškozenější Karlín, kam se nastěhovala například galerie a ožilo také Karlínské divadlo. Z velkých dopravních staveb, které ve městě přibyly v tomto období mohou být zmíněny například Tunel Mrázovka, úsek metra IV.C1 na sever města, či tramvajová trať Hlubočepy - Barrandov. Město tyto investice pořídilo s pomocí Evropské unie, zároveň se ale také i zadlužilo.[zdroj?] Po úspěšně zorganizovaném mistrovství světa v ledním hokeji roku 2004 v nové Sazka Areně ve Vysočanech začala metropole pomýšlet i na pořádání letních olympijských her; tato otázka samozřejmě rozdělila pražskou veřejnost na dva tábory a také se stala předmětem jistých politických debat či témat předvolebních kampaní. Další kontroverzní událostí se stal spor o novou budovu Národní knihovny – tzv. blob. Tento spor byl však nakonec rázně vyřešen náhlou smrtí autora návrhu, architekta Jana Kaplického, který 14. ledna 2009 zemřel v Praze na selhání srdce.
V roce 2010 byla Praha svědkem další významné události, neboť se zde sešli prezidenti dvou světových velmocí, prezident USA Barack Obama a prezident Ruské federace Dmitrij Medveděv, aby zde dne 8. dubna podepsali Novou dohodu START, tedy vzájemnou dohodu o snižování počtu jaderných zbraní.